# Нижньогородська АЕС
Нижньогородська атомна електростанція (рос. Ниженогородская АЭС) — планована атомна електростанція в Росії. Вона повинна розташовуватися поблизу міста Нижній Новгород і села Монаково Нижньогородської області. Електростанція матиме два, а пізніше до чотирьох реакторів з водою під тиском ВВЕР. Станом на 2017 рік введення в експлуатацію очікується після 2035 року.

## Історія та технічна інформація

### Початки
Про будівництво АЕС в Нижньогородській області вперше заговорили приблизно в 2000 році. Однак регіон завжди був відомий досить консервативною поведінкою населення, через що будівництво такої електростанції піддавалося різкій критиці і в кінцевому підсумку завалився через протести ще до початку планування. Лише в 2007 році в Росії почалися роботи з будівництва цілої серії нових атомних електростанцій, які повинні були бути введені в експлуатацію приблизно в 2020 році, а також було знайдено відповідне нове місце для атомної електростанції. У квітні 2007 року між «Росатомом» і Нижньогородською областю було підписано відповідну угоду про співпрацю. Губернатор області Валерій Шанцев також підтримав будівництво, але ввів певні обмеження щодо розміщення станції. Через погану ситуацію з постачанням на півночі району електростанцію планувалося побудувати або в районі міста Урень, або в районі міста Викса, подібно газовій електростанції, яка була також запланованою в цьому районі. З ним погодився і директор «Росатома» Сергій Кирієнко, який підкреслив, що потрібно будувати до чотирьох реакторів, але спочатку буде побудовано лише два блоки. Для того, щоб ввести реактори в експлуатацію вчасно, як було заплановано, рада вважала, що підготовчі роботи повинні початися не пізніше 2009 року, щоб будівництво реакторів могло розпочатися в 2011 році. Загальна вартість станції становила близько десяти мільярдів доларів США.
Хоча Урень і Викса були затверджені губернатором області як розміщення електростанцій, пізніше Викса не була включена до планів. Третя локація доступна в районі Навашино біля села Монаково. За даними «Росатому», електростанцію тут можна було б побудувати приблизно на 15% дешевше. Знайдено інше підходяще місце для електростанції біля м. Шеманич Краснобаківського району, яке відповідало всім вимогам, але мало гірші характеристики, тому було лише альтернативним варіантом.
27 серпня 2009 року в місті Навашино відбулися перші громадські слухання щодо будівництва електростанції в рамках попереднього звіту про вплив на навколишнє середовище в присутності політиків Нижнього Новгорода, мерів прилеглих міст і політиків Володимирської області. 31 січня 2011 року остаточно погоджено будівельну ліцензію на ділянку біля села Монаково Навашинського району для будівництва двох реакторів. Термін дії ліцензії – п’ять років. Наступним кроком було подання заяви на отримання відповідного дозволу на будівництво. Окський екологічний рух спочатку критично ставився до заводу та виступав за будівництво нових газових електростанцій. Однак організація змінила свою позицію і продовжує підтримувати атомну енергетику, оскільки реальної альтернативи їй немає.
30 листопада 2012 року Росатом оголосив, що відкладає будівництво АЕС, щоб прискорити будівництво Курської II та Смоленської II АЕС.

### Будівництво
Спочатку очікувалося, що будівництво почнеться ще в 2011 році, але врешті-решт було відкладено через будівництво нових атомних електростанцій для заміни застарілих реакторів РБМК. Електростанція буде оснащена двома, а пізніше чотирма водоводяними чотириконтурними реакторами ВВЕР-1300/510. Загальна повна потужність електростанції має становити 2510 МВт.

## Інформація про реактори
| Реактор           | Тип реактора  | Продуктивність | Продуктивність | Початок будівництва                             | Підключення до мережі                           | Введення в експлуатацію                         | Закриття |
| Реактор           | Тип реактора  | Нетто          | Брутто         | Початок будівництва                             | Підключення до мережі                           | Введення в експлуатацію                         | Закриття |
| ----------------- | ------------- | -------------- | -------------- | ----------------------------------------------- | ----------------------------------------------- | ----------------------------------------------- | -------- |
| Нижній Новгород-1 | ВВЕР-1300/510 | 1115 МВт       | 1255 МВт       |                                                 |                                                 | після 2035 року                                 |          |
| Нижній Новгород-2 | ВВЕР-1300/510 | 1115 МВт       | 1255 МВт       |                                                 |                                                 | після 2035 року                                 |          |
| Нижній Новгород-3 | ВВЕР-1300/510 | 1115 МВт       | 1255 МВт       | Планове будівництво скасовано 1 січня 2013 року | Планове будівництво скасовано 1 січня 2013 року | Планове будівництво скасовано 1 січня 2013 року |          |
| Нижній Новгород-4 | ВВЕР-1300/510 | 1115 МВт       | 1255 МВт       | Планове будівництво скасовано 1 січня 2013 року | Планове будівництво скасовано 1 січня 2013 року | Планове будівництво скасовано 1 січня 2013 року |          |